# Срђан Вукмировић
Срђан Вукмировић (рођен 29. октобра 1972. године) професор је на Математичком факултету у Београду. Докторирао је на Београдском универзитету 2003. године Ради као редовни професор на Математичком факултету Универзитета у Београду. Држи предавања из предмета у области геометрије.